# Rémi Feutrier
Rémi Feutrier (en japonés: 土井杏利, literalmente Remi Anrio Doi) (París, 28 de septiembre de 1989) es un jugador de balonmano franco-japonés que juega de extremo derecho en el Osaki OSOL. Es un componente de la selección de balonmano de Japón.
Comenzó a jugar al balonmano después de que viajase a Japón durante tres años, en donde jugó en universidades japonesas y en las selecciones inferiores de Japón.

## Clubes
- Chambéry Savoie HB (2013-2017)
- Chartres MHB28 (2017-2019)
- Osaki OSOL (2019-2021)
- Zeekstar Tokyo (2021- )